# Élections législatives de 1978 dans le Calvados
Les élections législatives françaises de 1978 se déroulent les 12 et 19 mars 1978. Dans le département du Calvados, cinq députés sont à élire dans le cadre de cinq circonscriptions.

## Élus
| Circonscription | Député sortant                                | Parti | Parti | Député élu ou réélu | Parti | Parti     |
| --------------- | --------------------------------------------- | ----- | ----- | ------------------- | ----- | --------- |
| 1re             | Louis Mexandeau                               |       | PS    | Louis Mexandeau     |       | PS        |
| 2e              | Robert Bisson                                 |       | RPR   | Robert Bisson       |       | RPR       |
| 3e              | Jacques Richomme suppléant de Michel d'Ornano |       | RI    | Michel d'Ornano     |       | UDF (PR)  |
| 4e              | François d'Harcourt                           |       | CNIP  | François d'Harcourt |       | CNIP      |
| 5e              | Charles Malouin suppléant d'Olivier Stirn     |       | RPR   | Olivier Stirn       |       | UDF (Rad) |

## Résultats

### Résultats à l'échelle du département
| Parti          | Parti                                       | Premier tour | Premier tour | Second tour | Second tour | Sièges |
| Parti          | Parti                                       | Voix         | %            | Voix        | %           | Sièges |
| -------------- | ------------------------------------------- | ------------ | ------------ | ----------- | ----------- | ------ |
|                | Union pour la démocratie française          | 110 967      | 35,99        | 86 129      | 39,19       | 2      |
|                | Rassemblement pour la République            | 28 000       | 9,08         | 27 152      | 12,35       | 1      |
|                | Centre national des indépendants et paysans | 23 649       | 7,67         |             |             | 1      |
|                | Divers droite                               | 5 638        | 1,83         | 0           |             |        |
|                | Majorité présidentielle                     | 168 254      | 54,58        | 113 281     | 51,54       | 4      |
|                |                                             |              |              |             |             |        |
|                | Parti socialiste                            | 75 450       | 24,47        | 106 519     | 48,46       | 1      |
|                | Parti communiste français                   | 40 471       | 13,13        | Retrait     | Retrait     | 0      |
|                | Mouvement des radicaux de gauche            | 2 020        | 0,66         |             |             | 0      |
|                | Union de la gauche                          | 117 941      | 38,26        | 106 519     | 48,46       | 1      |
|                |                                             |              |              |             |             |        |
|                | Extrême gauche                              | 8 722        | 2,83         |             |             | 0      |
|                | Écologie 78                                 | 7 513        | 2,44         | 0           |             |        |
|                | Extrême droite                              | 2 154        | 0,70         | 0           |             |        |
|                | Divers                                      | 1 549        | 0,50         | 0           |             |        |
|                | Mouvement des démocrates                    | 1 462        | 0,47         | 0           |             |        |
|                | Parti socialiste unifié                     | 699          | 0,23         | 0           |             |        |
|                |                                             |              |              |             |             |        |
| Inscrits       | Inscrits                                    | 374 507      | 100,00       | 261 274     | 100,00      | 5      |
| Abstentions    | Abstentions                                 | 60 755       | 16,22        | 37 709      | 14,43       |        |
| Votants        | Votants                                     | 313 752      | 83,78        | 223 565     | 85,57       |        |
| Blancs et nuls | Blancs et nuls                              | 5 458        | 1,74         | 3 765       | 1,68        |        |
| Exprimés       | Exprimés                                    | 308 294      | 98,26        | 219 800     | 98,32       |        |

### Résultats par circonscription

#### Première circonscription (Caen)
| Candidat       | Candidat                      | Parti          | Premier tour | Premier tour | Second tour | Second tour |  |
| Candidat       | Candidat                      | Parti          | Voix         | %            | Voix        | %           |  |
| -------------- | ----------------------------- | -------------- | ------------ | ------------ | ----------- | ----------- |  |
|                | Jean-Marie Girault            | UDF (PR)       | 46 114       | 44,29        | 52 151      | 49,02       |  |
|                | Louis Mexandeau sortant réélu | PS             | 32 271       | 30,99        | 54 239      | 50,98       |  |
|                | Joë Metzger                   | PCF            | 13 406       | 12,87        |             |             |  |
|                | Josette Bénard                | Écologie 78    | 5 706        | 5,48         |             |             |  |
|                | Max-André Brier               | UDF (MDSF)     | 1 683        | 1,62         |             |             |  |
|                | François Verney               | LCR            | 1 240        | 1,19         |             |             |  |
|                | Annick Marsault               | LO             | 1 197        | 1,15         |             |             |  |
|                | Jacqueline Bizet              | Divers         | 1 166        | 1,12         |             |             |  |
|                | Jean Piergentili              | FN             | 643          | 0,62         |             |             |  |
|                | Jean Collibeaux               | Divers         | 383          | 0,37         |             |             |  |
|                | Béatrice Compagnon            | UOPDP          | 316          | 0,3          |             |             |  |
|                |                               |                |              |              |             |             |  |
| Inscrits       | Inscrits                      | Inscrits       | 127 637      | 100,00       | 127 597     | 100,00      |  |
| Abstentions    | Abstentions                   | Abstentions    | 21 997       | 17,23        | 19 478      | 15,27       |  |
| Votants        | Votants                       | Votants        | 105 640      | 82,77        | 108 119     | 84,73       |  |
| Blancs et nuls | Blancs et nuls                | Blancs et nuls | 1 515        | 1,43         | 1 729       | 1,6         |  |
| Exprimés       | Exprimés                      | Exprimés       | 104 125      | 98,57        | 106 390     | 98,4        |  |

#### Deuxième circonscription (Falaise - Lisieux)
| Candidat       | Candidat                    | Parti          | Premier tour | Premier tour | Second tour | Second tour |  |
| Candidat       | Candidat                    | Parti          | Voix         | %            | Voix        | %           |  |
| -------------- | --------------------------- | -------------- | ------------ | ------------ | ----------- | ----------- |  |
|                | Robert Bisson sortant réélu | RPR            | 18 472       | 36,36        | 27 152      | 51,95       |  |
|                | Henry Delisle               | PS             | 14 364       | 28,27        | 25 109      | 48,05       |  |
|                | Huguette Pouteau            | PCF            | 7 433        | 14,63        |             |             |  |
|                | Arnault de Rouville         | UDF (CDS)      | 7 086        | 13,95        |             |             |  |
|                | Roger Jourdin               | LO             | 1 357        | 2,67         |             |             |  |
|                | Pierre Bignon               | Divers droite  | 989          | 1,95         |             |             |  |
|                | Claude-Françoise Weidmann   | PSU (FA)       | 699          | 1,38         |             |             |  |
|                | Jean Cadiou                 | FN             | 402          | 0,79         |             |             |  |
|                |                             |                |              |              |             |             |  |
| Inscrits       | Inscrits                    | Inscrits       | 61 115       | 100,00       | 61 056      | 100,00      |  |
| Abstentions    | Abstentions                 | Abstentions    | 9 147        | 14,97        | 7 862       | 12,88       |  |
| Votants        | Votants                     | Votants        | 51 968       | 85,03        | 53 194      | 87,12       |  |
| Blancs et nuls | Blancs et nuls              | Blancs et nuls | 1 166        | 2,24         | 933         | 1,75        |  |
| Exprimés       | Exprimés                    | Exprimés       | 50 802       | 97,76        | 52 261      | 98,25       |  |

#### Troisième circonscription (Pont-l'Évêque)
| Candidat       | Candidat                      | Parti          | Premier tour | Premier tour | Second tour | Second tour |  |
| Candidat       | Candidat                      | Parti          | Voix         | %            | Voix        | %           |  |
| -------------- | ----------------------------- | -------------- | ------------ | ------------ | ----------- | ----------- |  |
|                | Michel d'Ornano sortant réélu | UDF (PR)       | 26 157       | 43,92        | 33 978      | 55,57       |  |
|                | Jean Besse                    | PS             | 12 243       | 20,56        | 27 171      | 44,43       |  |
|                | Jean-Louis Fouque             | PCF            | 10 602       | 17,8         | Retrait     | Retrait     |  |
|                | Jacques Porcq                 | RPR            | 5 818        | 9,77         |             |             |  |
|                | Michel Moles                  | MRG            | 2 020        | 3,39         |             |             |  |
|                | Michel Vépierre               | LO             | 1 162        | 1,95         |             |             |  |
|                | Gérard Leroy                  | LCR            | 612          | 1,03         |             |             |  |
|                | Gisèle Caron                  | FN             | 489          | 0,82         |             |             |  |
|                | Gérard Coupey                 | UOPDP          | 449          | 0,75         |             |             |  |
|                |                               |                |              |              |             |             |  |
| Inscrits       | Inscrits                      | Inscrits       | 72 670       | 100,00       | 72 621      | 100,00      |  |
| Abstentions    | Abstentions                   | Abstentions    | 11 852       | 16,31        | 10 369      | 14,28       |  |
| Votants        | Votants                       | Votants        | 60 818       | 83,69        | 62 252      | 85,72       |  |
| Blancs et nuls | Blancs et nuls                | Blancs et nuls | 1 266        | 2,08         | 1 103       | 1,77        |  |
| Exprimés       | Exprimés                      | Exprimés       | 59 552       | 97,92        | 61 149      | 98,23       |  |

#### Quatrième circonscription (Bayeux)
|                | François d'Harcourt sortant réélu | CNIP           | 23 649 | 52,78  |  |  |  |
|                | Charles Bail                      | PS             | 8 317  | 18,56  |  |  |  |
|                | Étienne Audineau                  | PCF            | 4 872  | 10,87  |  |  |  |
|                | Jean Le Carpentier                | Divers droite  | 4 649  | 10,37  |  |  |  |
|                | Annick Marty                      | LO             | 1 499  | 3,35   |  |  |  |
|                | Bernard Millet                    | MDD            | 1 462  | 3,26   |  |  |  |
|                | Yves Siri                         | FN             | 362    | 0,81   |  |  |  |
|                |                                   |                |        |        |  |  |  |
| Inscrits       | Inscrits                          | Inscrits       | 55 260 | 100,00 |  |  |  |
| Abstentions    | Abstentions                       | Abstentions    | 9 686  | 17,53  |  |  |  |
| Votants        | Votants                           | Votants        | 45 574 | 82,47  |  |  |  |
| Blancs et nuls | Blancs et nuls                    | Blancs et nuls | 764    | 1,68   |  |  |  |
| Exprimés       | Exprimés                          | Exprimés       | 44 810 | 98,32  |  |  |  |

#### Cinquième circonscription (Vire)
|                | Olivier Stirn sortant réélu | UDF (Rad)      | 29 927 | 61,07  |  |  |  |
|                | André Ledran                | PS             | 8 255  | 16,85  |  |  |  |
|                | Claude Letellier            | PCF            | 4 158  | 8,48   |  |  |  |
|                | Bertrand de Féral           | RPR            | 3 710  | 7,57   |  |  |  |
|                | Marie-Paule Labéy           | Écologie 78    | 1 807  | 3,69   |  |  |  |
|                | Brigitte Arricau            | LO             | 890    | 1,82   |  |  |  |
|                | Denis Lelièvre              | FN             | 258    | 0,53   |  |  |  |
|                |                             |                |        |        |  |  |  |
| Inscrits       | Inscrits                    | Inscrits       | 57 825 | 100,00 |  |  |  |
| Abstentions    | Abstentions                 | Abstentions    | 8 073  | 13,96  |  |  |  |
| Votants        | Votants                     | Votants        | 49 752 | 86,04  |  |  |  |
| Blancs et nuls | Blancs et nuls              | Blancs et nuls | 747    | 1,5    |  |  |  |
| Exprimés       | Exprimés                    | Exprimés       | 49 005 | 98,5   |  |  |  |